# Agencia de la Unión Europea para el Programa Espacial
La Agencia de la Unión Europea para el Programa Espacial (EUSPA) (anteriormente, Agencia de los Sistemas Mundiales de Navegación por Satélite Europeos y Autoridad de Supervisión del GNSS Europeo) es la agencia europea que tiene como objetivo gestionar y ejecutar el programa espacial de la Unión Europea; operando los programas de navegación por satélite Galileo, el sistema de observación terrestre Copernicus y el Servicio Europeo de Superposición de Navegación Geoestacionaria (EGNOS). El objetivo del primero es proporcionar una alternativa europea moderna al sistema estadounidense establecido, el GPS.
EUSPA proporciona servicios de navegación por satélite europeos seguros y, al mismo tiempo, promueve la comercialización de datos y servicios de Galileo, EGNOS y Copernicus. También coordina el programa de comunicaciones gubernamentales por satélite de la UE (GOVSATCOM). EUSPA es responsable de la acreditación de seguridad de todos los componentes del Programa Espacial de la UE. Al fomentar el desarrollo de un sector espacial innovador y competitivo y al interactuar con toda la comunidad espacial de la UE, EUSPA contribuye al Pacto Verde Europeo y la transición digital, la seguridad de la Unión y sus ciudadanos, al tiempo que refuerza su autonomía estratégica al no depender de agencias y sistemas espaciales de origen no europeos.

## Historia y financiación
Establecida en 2004 y con sede en Praga, República Checa, desde el 1 de septiembre de 2012, la agencia es responsable de administrar y monitorear el uso de los fondos del programa. Ayudará a la Comisión Europea a abordar cualquier asunto relacionado con la radionavegación por satélite.
En junio de 2018, la Comisión Europea propuso transformar la Agencia del GNSS Europeo en la Agencia de la Unión Europea para el Programa Espacial (EUSPA), agregando y consolidando el papel de la agencia para Galileo, EGNOS, la constelación de Observación de la Tierra de Copernicus y una nueva iniciativa de Comunicación por Satélite Gubernamental (GOVSATCOM). En diciembre de 2020, la Comisión Europea acogió con satisfacción el acuerdo político entre el Parlamento Europeo y el Consejo sobre el Programa Espacial de la UE. El 28 de abril de 2021, el Parlamento Europeo aprobó la actualización del reglamento del Programa Espacial de la UE allanando el camino a la creación de la Agencia de la Unión Europea para el Programa Espacial. El reglamento crea la Agencia de la Unión Europea para el Programa Espacial, define sus competencias y funcionamiento, así como un presupuesto de 14.872 millones de euros dentro del marco financiero plurianual 2021-2027, la mayor cantidad jamás comprometida por Bruselas para programas espaciales. Entró en vigor el 12 de mayo de 2021.

## Relación de la UE con la ESA
El objetivo inicial de la Unión Europea (UE) era convertir la Agencia Espacial Europea (ESA) en una agencia de la UE para 2014. Si bien la UE y sus Estados miembros financian juntos el 86% del presupuesto de la ESA, no es una agencia de la UE. Además, la ESA tiene varios miembros que no pertenecen a la UE, en particular el Reino Unido, que abandonó la UE sin dejar de ser miembro de pleno derecho de la ESA. La ESA está asociada con la UE en sus dos programas espaciales emblemáticos actuales, la serie Copernicus de satélites de observación de la Tierra y el sistema de navegación por satélite Galileo, y la ESA proporciona supervisión técnica y, en el caso de Copernicus, parte de la financiación. La UE, sin embargo, ha mostrado interés en expandirse a nuevas áreas, de ahí la propuesta de cambiar el nombre y expandir su agencia de navegación por satélite (la Agencia del GNSS Europeo) en la Agencia de la Unión Europea para el Programa Espacial. La propuesta generó fuertes críticas de la ESA, ya que se percibe como una invasión del territorio de la ESA.
En enero de 2021, después de años de relaciones enconadas, los funcionarios de la UE y la ESA arreglaron su relación, y el comisionado de Mercado Interior de la UE, Thierry Breton, dijo: "La política espacial europea continuará confiando en la ESA y su experiencia técnica, de ingeniería y científica única", y que "la ESA seguirá siendo la agencia europea para asuntos espaciales. Si queremos tener éxito en nuestra estrategia europea para el espacio, y lo tendremos, necesitaré a la ESA a mi lado". El director de la ESA, Aschbacher, respondió de forma recíproca y dijo: "Realmente me gustaría que la ESA fuera la agencia principal, la agencia de referencia de la Comisión Europea para todos sus programas insignia". Ahora se considera que la ESA y la EUSPA tienen funciones y competencias distintas, que se oficializarán en el Acuerdo Marco de Asociación Financiera (FFPA). Mientras que la ESA se centrará en los elementos técnicos de los programas espaciales de la UE, EUSPA se ocupará de los elementos operativos de esos programas.

## El Centro Europeo de Servicio GNSS (GSC)

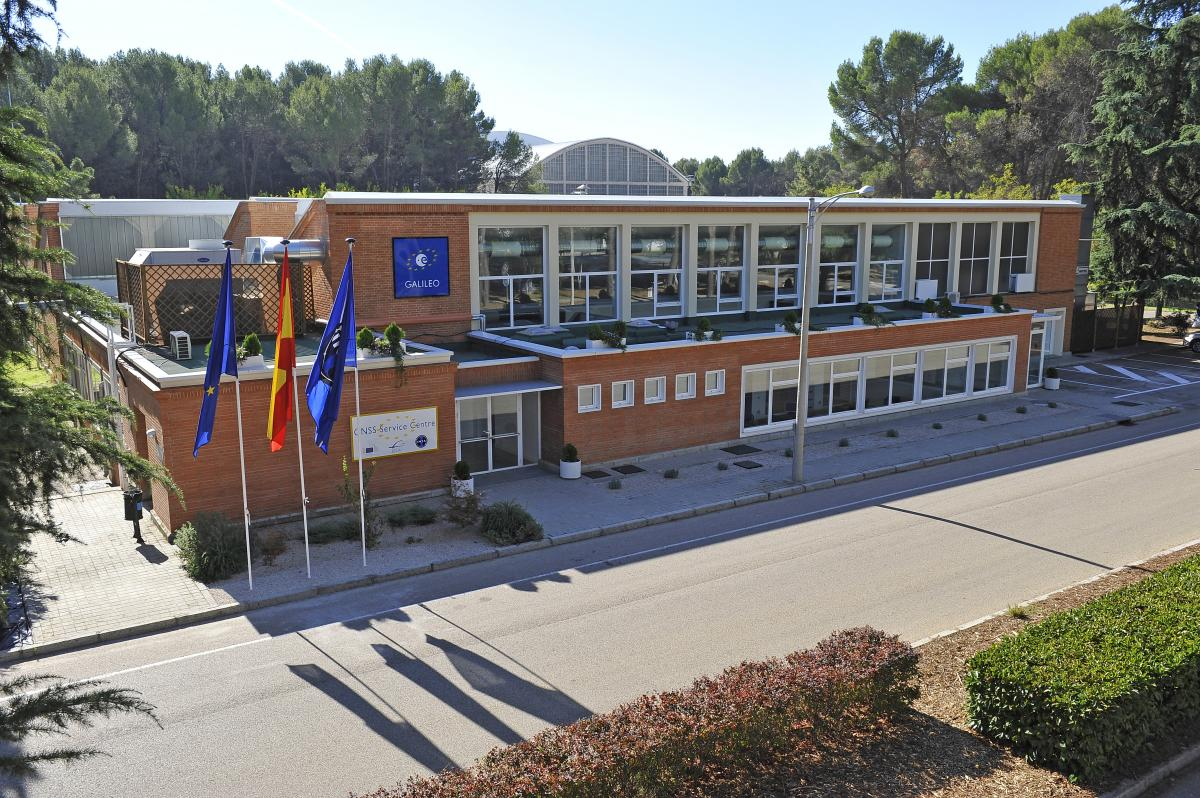
Instalaciones del GSC en Madrid

El Centro Europeo de Servicio GNSS (GSC), ubicado en las instalaciones del Instituto Nacional de Técnica Aeroespacial (INTA), en Torrejón de Ardoz, es parte integral de la infraestructura GNSS europea y representa una interfaz entre el sistema Galileo y los usuarios de OS (Servicio Abierto Galileo) y CS (Servicio Comercial Galileo) y de sus aplicaciones. Estos servicios son accesibles para los usuarios a través del portal web y del servicio de asistencia al usuario. La información es proporcionada por una plataforma de comunicación, una biblioteca electrónica con documentación de referencia de Galileo y GNSS, así como por la provisión ad hoc de información específica de Galileo.

### Historia
El Centro Europeo de Servicio GNSS fue inaugurado en mayo de 2013 por el vicepresidente de la Comisión Europea Antonio Tajani, el Comisario europeo de Industria y Emprendimiento y la Ministra de Fomento Ana Pastor. El propio centro fue nombrado en homenaje a la exvicepresidenta de la CE "Loyola de Palacio", entonces comisaria de Transportes.
El 17 de marzo de 2011, el vicepresidente de la CE, Antonio Tajani, y el ministro de Transporte de España, José Blanco López, firmaron un Memorando de Entendimiento (MoU). Esta carta de intención describía las condiciones y requisitos para albergar el Centro Europeo de Servicio (GSC) en España y para realizar un estudio en español para preparar el centro. El acuerdo de despliegue de GSC se publicó en el Diario Oficial de la Unión Europea el 23 de febrero de 2012, en el que se indicaba que la red mundial de estaciones terrestres como parte del programa Galileo incluía seis centros y una estación. El GSC es una de estas seis estaciones terrestres (MCC, GSMC, GSC, GRC).

### Área de responsabilidad
Los objetivos del centro son:

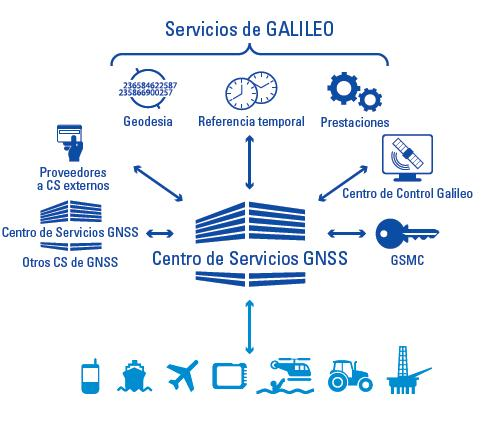
Concepto del GSC

1. Proporcionar a empresas y usuarios información general: El GSC ofrece servicios básicos para la comunidad de usuarios a través de un portal web y un servicio de asistencia al usuario.[10] Se pone a disposición de los usuarios de Galileo un sitio web especial www.gsc-europa.eu para responder a sus preguntas.
2. Distribución de información de servicio oportuna: información sobre el sistema, estado del sistema y otros mensajes para los usuarios.
3. Apoyo a la prestación de servicios: intercambio de I+D y conocimiento de la industria de segmentos de mercado individuales.
4. Suministro de información actualizada e informes de desempeño sobre el estado del programa
5. Desarrolladores de aplicaciones y productos con acceso a expertos del mercado en segmentos clave.
6. Prestación de servicios básicos para la comunidad de usuarios a través de un portal web y una mesa de ayuda al usuario.
7. Intercambio de conocimientos de I+D y de la industria por segmento de mercado.
8. Información sobre el estado del programa y documentos ICD (Documento de Control de Interfaz).
9. Acceso a expertos del mercado en segmentos clave.